# Palma Aquarium

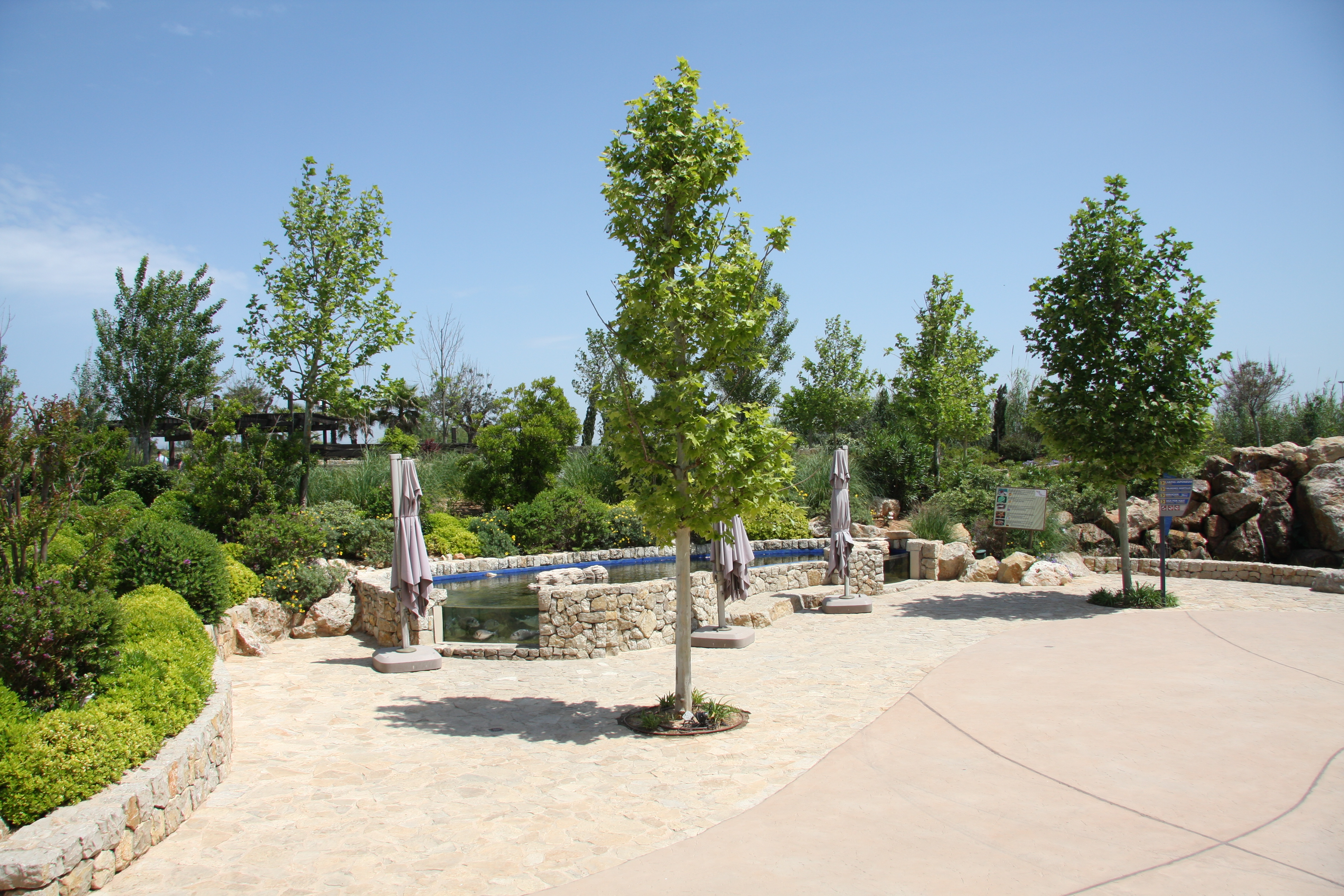
Innenhof des Palma Aquariums

Das Aquarium von Palma de Mallorca ist eine Kombination aus Aquarium und Freizeit-/Erlebnispark im spanischen Palma de Mallorca.
Im 2003 auf einer Fläche von 4,2 Hektar mit einem Aufwand von 32 Millionen Euro errichteten Gebäudekomplex samt Gartenanlage befinden sich in 55 Becken mit 5 Millionen Liter Wasser rund 8000 Exemplare von mehr als 700 Meerestierarten. Die exemplarisch dargestellten Biotope beziehen sich auf das Mittelmeer, den Indischen Ozean, den Atlantik und den Pazifischen Ozean. Es gibt große Exemplare von Haien, Rochen und Meeresschildkröten. Direkt am westlichen Teil der Playa de Palma gelegen, ist das Aquarium zu einer Touristenattraktion geworden. Der große Dachgarten, der wie ein Dschungel angelegt ist, ist der zweitgrößte seiner Art in Europa. Neben dem kommerziellen Zweck des Aquariums wird auch ein ideeller verfolgt: die Erhaltung der Meeresfauna und -flora gefährdeter Biotope, zum Beispiel der empfindlichen Korallensiedlungen im Indischen Ozean, wird wissenschaftlich begleitet, praktisch demonstriert und in speziellen Führungen gezeigt. Für einen "normalen" Rundgang benötigt man ca. 3–4 Stunden. 
Das Aquarium befindet sich nahe der Autobahnausfahrt „Platja de Palma“ und ist durch mehrere Buslinien an die Innenstadt von Palma angebunden. Vom Flughafen Palma de Mallorca sind es 10 Minuten Autofahrt.

## Forschung und Erhaltung
Das mallorquinische Aquarium entwickelt Programme zur Züchtung und Instandsetzung von Korallenriffen in einem künstlich geschaffenen und kontrollierten Umfeld (MAC).
Darüber hinaus führt das Aquarium eine Kampagne zum Schutz des roten Thunfisches im Mittelmeer durch, einer aufgrund der Überfischung vom Aussterben bedrohten Art. Hierüber gibt es eine eigene Ausstellung. 
Das Aquarium unterstützt ein Projekt zur Erhaltung des Limonium barceloi, einer endemischen Pflanzenart des Südens der Balearen.
Um die Umwelt zu schützen, nimmt das Team des Palma Aquariums regelmäßig an Maßnahmen zur Rettung und Rehabilitation von Meerestieren teil. Der Forschungsauftrag erfüllt sich in der Zusammenarbeit mit Universitäten und Forschungszentren. Ziel dieser Kooperationen ist es, in den Anlagen des Marineparks Programme für die Erholung von Beständen, die gefährdet oder vom Aussterben bedroht sind, zu entwickeln und durchzuführen.

## Anlagen
- Rundgang Innenbereich: 900 m.
- Außenbereich: 41.825 m²
- Besuchsdauer: 3 bis 4 Stunden
- Anzahl der Aquarien: 55
- Volumen: 5 Millionen Liter Meerwasser
- Exemplare: 8.000 Meerestiere
- Arten: 700
- Öffnungszeiten: 365 Tage im Jahr
- Einkaufspassage: ca. 400 m²
- Parkplätze: 4.972 m²
- Veranstaltungsräumlichkeiten: 329 m² – ca. 350 Personen / Stehempfang